# Childhood's End
Childhood's End: Lost & Found from the Age of Aquarius es un álbum de versiones de la banda noruega Ulver, editado en 2012 por el sello Kscope.
Este disco recoge material grabado por el grupo entre 2008 y 2011, incluyendo versiones de canciones de artistas como The Pretty Things, The Byrds, Jefferson Airplane, The Left Banke, The Electric Prunes, The 13th Floor Elevators o The Troggs, entre otros artistas, mayormente de los años 60s.

## Lista de canciones
| N.º | Título                                                       | Duración |  |
| 1.  | «Bracelets of Fingers» (The Pretty Things)                   | 4:12     |  |
| 2.  | «Everybody's Been Burned» (The Byrds)                        | 3:25     |  |
| 3.  | «The Trap» (Bonniwell's Music Machine)                       | 2:33     |  |
| 4.  | «In the Past» (We the People)                                | 2:54     |  |
| 5.  | «Today» (Jefferson Airplane)                                 | 3:20     |  |
| 6.  | «Can You Travel in the Dark Alone?» (Gandalf)                | 4:02     |  |
| 7.  | «I Had Too Much to Dream (Last Night)» (The Electric Prunes) | 2:54     |  |
| 8.  | «Street Song» (The 13th Floor Elevators)                     | 5:14     |  |
| 9.  | «66-5-4-3-2-1» (The Troggs)                                  | 3:23     |  |
| 10. | «Dark Is the Bark» (The Left Banke)                          | 4:03     |  |
| 11. | «Magic Hollow» (The Beau Brummels)                           | 3:15     |  |
| 12. | «Soon There'll Be Thunder» (Common People)                   | 2:27     |  |
| 13. | «Velvet Sunsets» (Music Emporium)                            | 2:44     |  |
| 14. | «Lament of the Astral Cowboy» (Curt Boettcher)               | 2:14     |  |
| 15. | «I Can See the Light» (Les Fleur de Lys)                     | 3:14     |  |
| 16. | «Where Is Yesterday» (The United States of America)          | 3:58     |  |

## Personal
- Kristoffer Rygg - voz, programación
- Tore Ylwizaker - teclados, programación
- Jørn H. Sværen - varios
- Daniel O'Sullivan - guitarra, bajo, teclados